# Gian Luca Zattini
Gian Luca Zattini (Meldola, 12 d'abril de 1955) és un metge i polític italià, alcalde de Forlì des de l'11 juny de 2019. Fins a la seva elecció com a alcalde de Forlì, va ser alcalde de la seva ciutat natal Meldola.